# Final (topología)
En topología, una rama de las matemáticas, el final (o también extremo) de un espacio topológico es, en términos generales, el conjunto formado por los componentes conectados del límite ideal del espacio. Es decir, cada extremo representa una forma topológicamente distinta de moverse hacia el infinito dentro del espacio. Al agregar un punto en cada extremo se obtiene una compactación del espacio original, conocida como compactación final o compactación extremal.
Hans Freudenthal, (1931) introdujo la noción de final de un espacio topológico.

## Definición
Sea X un espacio topológico y supóngase que
{\displaystyle K_{1}\subseteq K_{2}\subseteq K_{3}\subseteq \cdots }
es una secuencia ascendente de subespacios compactos de X cuyos interiores recubren X. Entonces, X tiene un final para cada secuencia
{\displaystyle U_{1}\supseteq U_{2}\supseteq U_{3}\supseteq \cdots ,}
donde cada Un es un componente conexo de X \ Kn. El número de extremos no depende de la secuencia específica {Ki} de conjuntos compactos, porque existe una función biyectiva natural entre los conjuntos de extremos asociados con dos de dichas secuencias.
Usando esta definición, un entorno de un extremo {Ui} es un conjunto abierto V tal que V ⊇ Un para algunos n, que representan las vecindades del punto correspondiente en el infinito en la compactación final (esta compactación no siempre es compacta; para ello, el espacio topológico X tiene que ser conexo y el espacio localmente conexo).
La definición de extremos dada anteriormente se aplica solo a los espacios X que poseen una exhaustación por conjuntos compactos (es decir, X debe ser hemicompacto). Sin embargo, se puede generalizar de la siguiente manera: sea X cualquier espacio topológico y considérese el sistema directo {K} de subconjuntos compactos de X y una aplicación inclusiva. Existe un límite inverso correspondiente { Π0( X \ K ) }, donde Π0(Y) denota el conjunto de componentes conectados de un espacio Y, y cada aplicación de inclusión Y → Z induce una función Π0(Y) → Π0(Z). Entonces el conjunto de extremos de X se define como el límite inverso de este sistema inverso.
Según esta definición, el conjunto de extremos es un funtor desde la categoría de espacios topológicos, donde los morfismos son solo aplicaciones continuas propias hasta la categoría de conjuntos. Explícitamente, si φ : X → Y es una aplicación propia y x = (xK)K es un final de X (es decir, cada elemento xK en la familia es un componente conectado de X ∖ K y son compatibles con aplicaciones inducidas por inclusiones) entonces φ(x) es la familia {\displaystyle \varphi _{*}(x_{\varphi ^{-1}(K')})} donde {\displaystyle K'} abarca subconjuntos compactos de Y y φ* es la aplicación inducida por φ de {\displaystyle \pi _{0}(X\smallsetminus \varphi ^{-1}(K'))} a {\displaystyle \pi _{0}(Y\smallsetminus K')}. La propiedad de φ se utiliza para garantizar que cada φ−1(K) sea compacto en X.
La definición original anterior representa el caso especial en el que el sistema directo de subconjuntos compactos tiene una secuencia cofinal.

## Ejemplos
- El conjunto de extremos de cualquier espacio compacto es el conjunto vacío.
- La recta real {\displaystyle \mathbb {R} } tiene dos extremos. Por ejemplo, si se considera que Kn sea el intervalo [−n, n], entonces los dos extremos son las secuencias de conjuntos abiertos Un  = (n, ∞) y Vn = (−∞, −n). Estos extremos suelen denominarse infinito y menos infinito, respectivamente.
- Si n > 1, entonces el espacio euclídeo {\displaystyle \mathbb {R} ^{n}} tiene un solo extremo. Esto se debe a que {\displaystyle \mathbb {R} ^{n}\smallsetminus K} tiene solo un componente ilimitado para cualquier conjunto compacto K.
- De manera más general, si M es una variedad compacta, entonces el número de extremos del interior de M es igual al número de componentes conectados del límite de M.
- La unión de n radios distintos que emanan del origen en {\displaystyle \mathbb {R} ^{2}} tiene n extremos.
- El árbol binario completo infinito tiene innumerables extremos, correspondientes a innumerables caminos descendentes diferentes que comienzan en la raíz (esto se puede ver dejando que Kn sea el árbol binario completo de profundidad n). Estos extremos pueden considerarse como las hojas del árbol infinito. En la compactación final, el conjunto de extremos tiene la topología de un conjunto de Cantor.

## Extremos de gráficos y grupos
En teoría de grafos infinitos, un final se define de forma ligeramente diferente, como una clase de equivalencia de caminos semiinfinitos en el grafo, o como refugio, una función que asigna conjuntos finitos de vértices a componentes conectados de sus complementos. Sin embargo, para gráficos localmente finitos (gráficos en los que cada vértice tiene grado finito), los extremos definidos de esta manera corresponden uno por uno con los extremos de los espacios topológicos definidos a partir del grafo (Diestel y Kühn, 2003).
Los extremos de un grupo finitamente generado se definen como los extremos del grafo de Cayley correspondiente. Esta definición no tiene en cuenta la elección del conjunto generador. Cada grupo infinito generado finitamente tiene 1, 2 o una cantidad infinita de extremos, y teorema de Stallings sobre extremos de grupos proporciona una descomposición para grupos con más de un extremo.

## Extremos de un CW-complejo
Para una celda compleja conexa, los extremos pueden caracterizarse como la homotopía de las aplicaciones propias {\displaystyle \mathbb {R} ^{+}\to X}, llamadas radios en X: más precisamente, si entre la restricción —al subconjunto {\displaystyle \mathbb {N} }— de dos cualesquiera de estas aplicaciones existe una homotopía propia, se dice que son equivalentes y definen una clase de equivalencia de radios propios. Este conjunto se llama un extremo de X.